# Ierarhia îngerilor

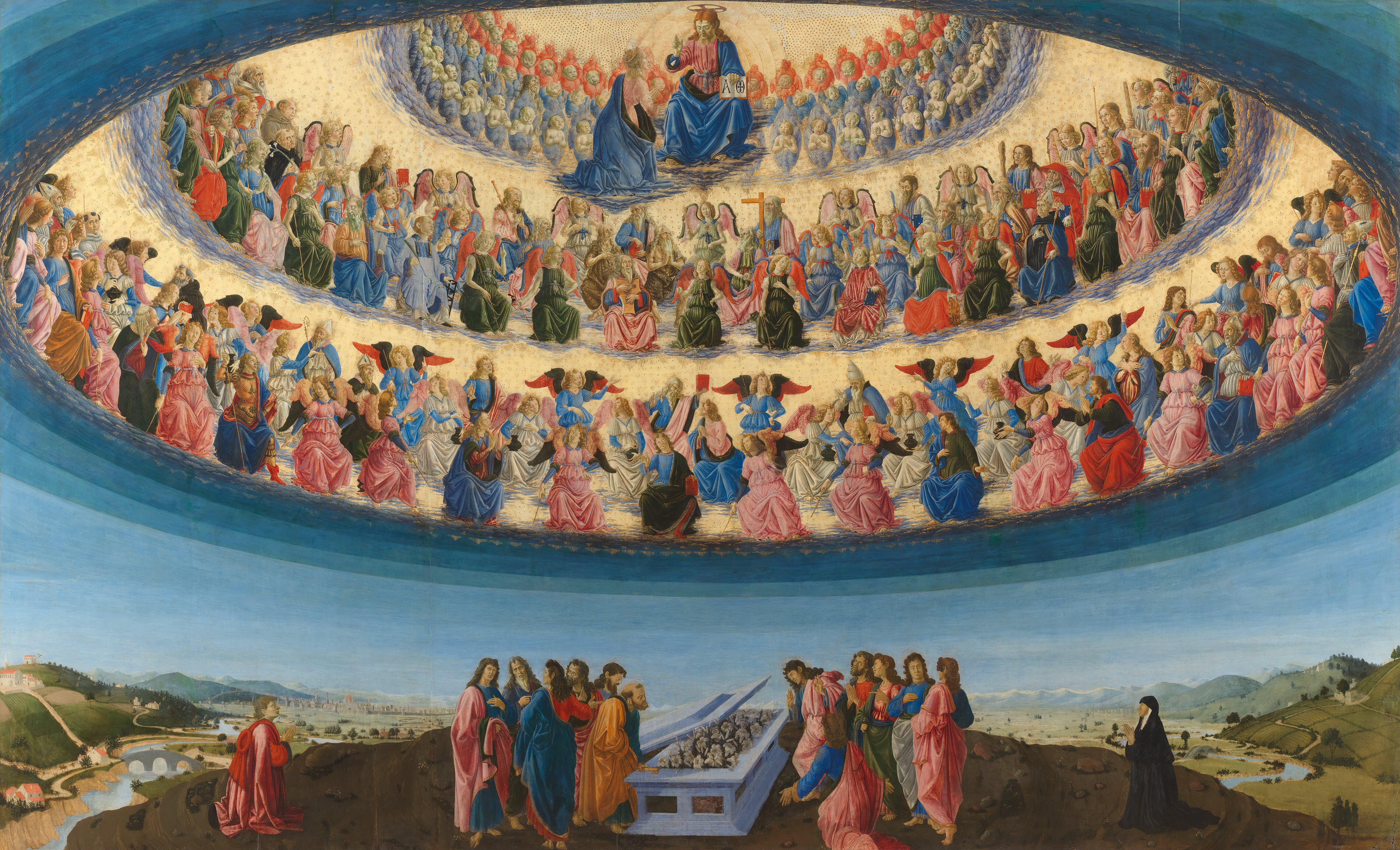
Adormirea Maicii Domnului de Francesco Botticini (1475-1476) la Galeria Națională din Londra, care arată trei ierarhii și nouă clase de îngeri, fiecare cu caracteristici diferite.

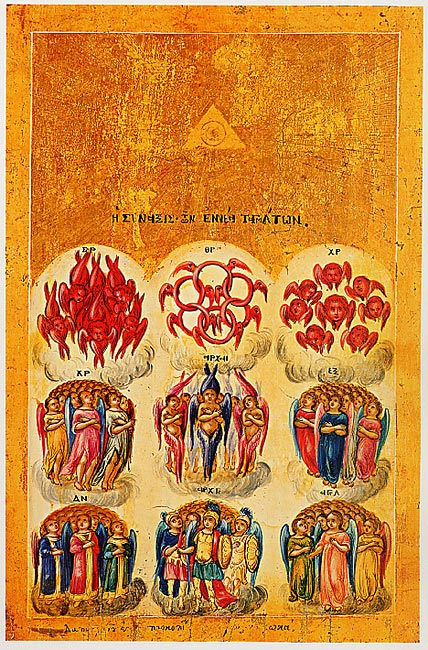
Icoană ortodoxă cu cele nouă clase de îngeri.

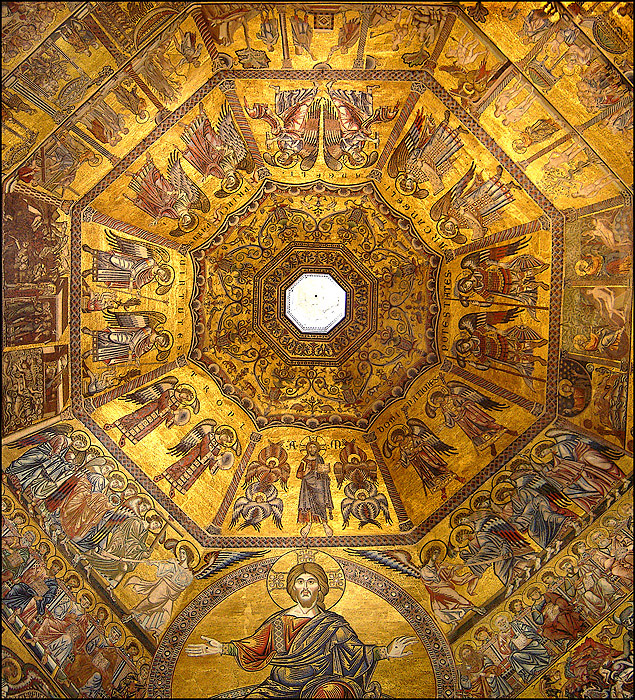
Mozaicul din tavan al Baptisteriului din Florența care descrie (în octogonul interior al imaginilor) șapte din ordinul ființelor îngerești (toate cu excepția serafimilor și heruvimilor), sub care sunt denumirile lor latine.

În angelologia diferitelor religii, o ierarhie a îngerilor este un sistem de clasare al îngerilor. Rangurile superioare au o putere sau o autoritate mai mare asupra rangurilor inferioare, iar dacă rangurile sunt diferite, aspectul lor diferă și el; cum ar fi numărul variabil de aripi sau fețe.

## Credințe abrahamice

### Catolicism
Cea mai influentă ierarhie îngerească creștină a fost cea propusă de Pseudo-Dionisie Areopagitul, în secolele V sau VI, în cartea sa De Coelesti Hierarchia (Despre ierarhia celestă ). Dionisie a descris nouă niveluri cu ființe spirituale pe care le-a grupat în trei clase:  
- Cele de ordin superior       
Tronuri
Serafimi
Heruvimi
- Cele din ordinul de mijloc
Domnii
Virtuți
Puteri
- Cele de ordin inferior
Principatele
Arhangheli
Îngeri

În timpul Evului Mediu, au fost propuse diferite scheme, unele bazându-se pe cele scrise de Pseudo-Dionisie și extinzându-se, altele sugerând clasificări complet diferite.
Pseudo-Dionisie (Despre ierarhia celestă) și Toma de Aquino (Summa Theologiae) s-au bazat pe pasaje din Noul Testament, în special din Efeseni 1:21 și Coloseni 1:16, pentru a dezvolta o schemă de trei ierarhii, Sfere sau Triade de îngeri, fiecare ierarhie conținând trei Ordini sau Coruri.

### Islam
Nu există o organizație ierarhică standard în Islam care să asigure divizarea creștină în diferite „coruri” sau sfere, iar subiectul nu este abordat direct în Coran.Cu toate acestea, este clar că există o ordine sau o ierarhie stabilită între îngeri, definită de sarcinile atribuite și de diferitele sarcini ale îngerilor, prin porunca lui Dumnezeu. Unii cercetători sugerează că îngerii islamici pot fi grupați în paisprezece categorii, unii de ordin superior fiind considerați arhangheli. Qazwini descrie o ierarhie angelică în Aja'ib al-makhluqat, cu Ruh pe capul tuturor îngerilor, înconjurată de cei patru heruvimi arhanghelici. Sub ei se aflându-se cei șapte îngeri ai celor șapte ceruri. 

## Zoroastrian
Există, de asemenea, o ierarhie angelică informală zoroastriană. Ființele angelice numite și yazatas au poziții cheie în zilele dedicate unui nume din calendarul zoroastrian, segregate în ameshaspentas (a doua și până la a șaptea din cele 30 de zile ale lunii), yazatas și minoos (ultimele șase din cele 30 de zile ale lunii).

## Jocuri de rol (RP)
Îngerii sunt ocazional prezentați în jocurile de rol (role-playing games) ca ierarhii ordonate, în cadrul cărora îngerii de nivel superior au mai multă putere și abilitatea de a arunca mai multe vrăji sau de a exercita alte abilități magice. De exemplu, Îngerii din Temnițe și Dragoni, un subgrup al ființelor numite Celeste, sunt de trei tipuri: Deva Astral, Planetar și Solar; progresiv mai puternice.   Un alt joc în care există îngeri invocabili este Shin Megami Tensei, fiind adesea clasificați sub numele de Divin sau Vestitori. În seria de jocuri Bayonetta, îngerii sunt dușmani, dar toate cele trei sfere sunt prezente, fiecare fiind împărțită în aceleași trei clase ca ierarhia tradițională.